# Claddagh-Ring

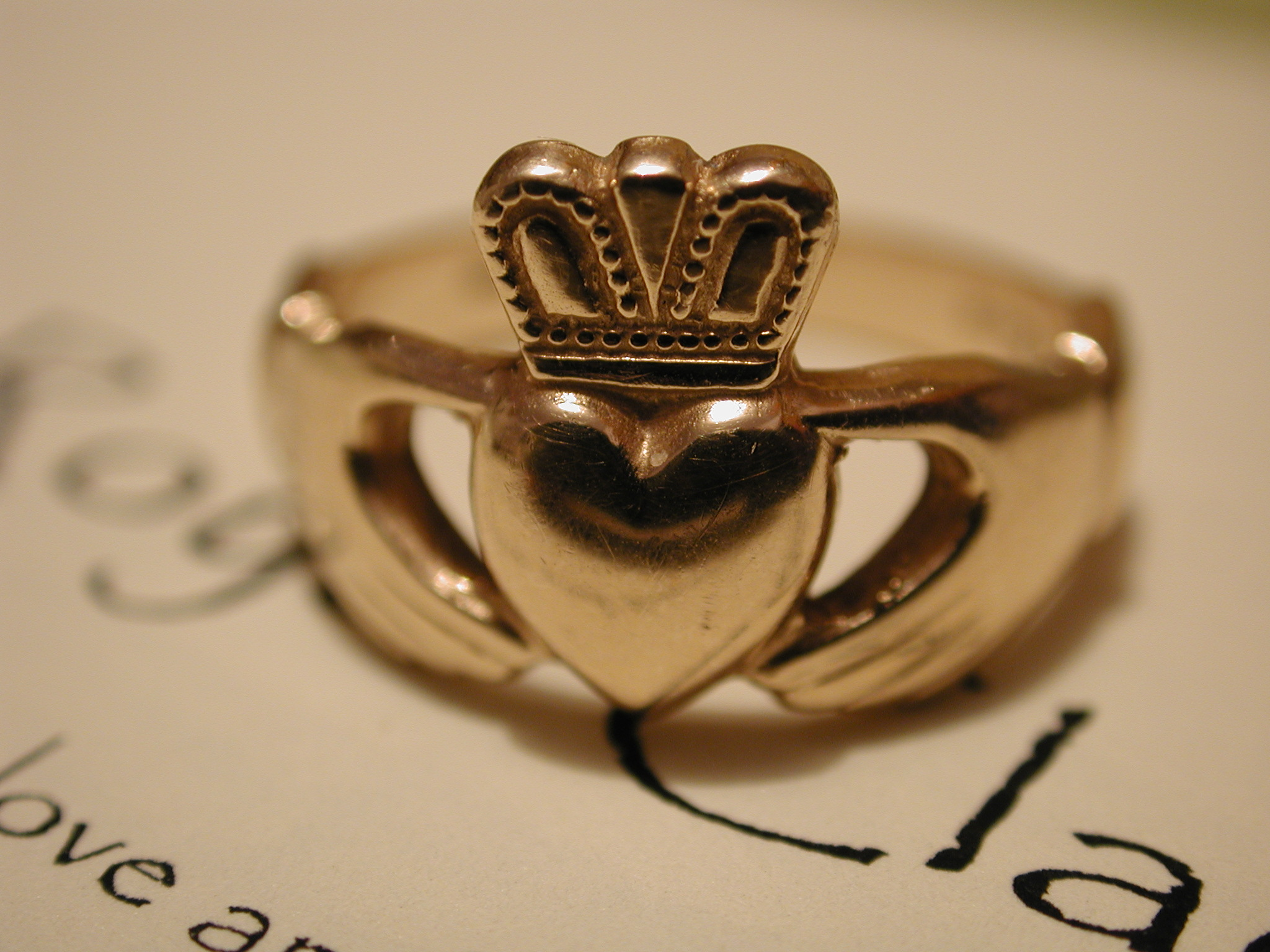
Claddagh-Ring

Der Claddagh-Ring ist ein Fingerring, der aus dem irischen Fischerdorf Claddagh bei Galway (County Galway) stammt. Der Ring zeigt zwei Hände, die ein Herz mit einer Krone halten. Das Herz symbolisiert Liebe, die Hände Freundschaft (Vertrauen) und die Krone Treue (Loyalität). Es existiert auch eine Dubliner Version des Claddagh-Symbols mit zwei Händen und zwei Herzen, jedoch ohne Krone. Sie ist als Fenian Claddagh bekannt geworden. Traditionell wird ein Claddagh-Ring über Generationen von Mutter zu Tochter oder von Großmutter zu Enkelin weitergegeben.
Seit dem ausgehenden 20. Jahrhundert erfreut sich der Claddagh-Ring auch außerhalb von Claddagh und Irland großer Beliebtheit.

## Die Legende
Claddagh ist ein kleines Fischerdorf im Westen Irlands (heute eine Vorstadt von Galway), und dort lebte etwa von 1660 bis 1737 Richard Joyce. Knapp vor seiner geplanten Hochzeit wurde er als Fischer oder Handelsreisender (hierbei legt sich die Legende nicht fest) von algerischen Piraten entführt und an einen maurischen Goldschmied als Sklave verkauft. Er erlernte schnell das Handwerk seines Herrn und führte es zur Perfektion. Sein Meisterstück dabei war ein Ring, den er in Sehnsucht nach seiner fernen Verlobten schuf und der später als Claddagh-Ring bezeichnet werden sollte. Das als Ring verarbeitete Symbol zeigt zwei Hände, die ein Herz halten, und darüber schwebt eine Krone.
Richard hatte Glück, dass William III. im Jahr 1689 kurz nach seiner Thronbesteigung eine Vereinbarung mit den Mauren schließen konnte, welche allen dort gefangengehaltenen Briten die Rückkehr ermöglichte. Obwohl sein früherer Herr ihm seine Tochter samt Geschäftsbeteiligung für sein Bleiben anbot, kehrte Richard in seine Heimat Claddagh zurück und fand dort tatsächlich seine Braut unverheiratet und wartend vor.
Auch wenn – wie bei allen Legenden – erhebliche Zweifel an deren Richtigkeit bestehen, sprechen mehrere Fakten dafür: Die ältesten vorhandenen Claddagh-Ringe tragen die Signierung R.I., und ein Juwelier namens Richard Ioyes gilt als nachgewiesen. Die Signatur zeigt überdies noch einen Anker, das Symbol für Hoffnung.

## Die Symbolik

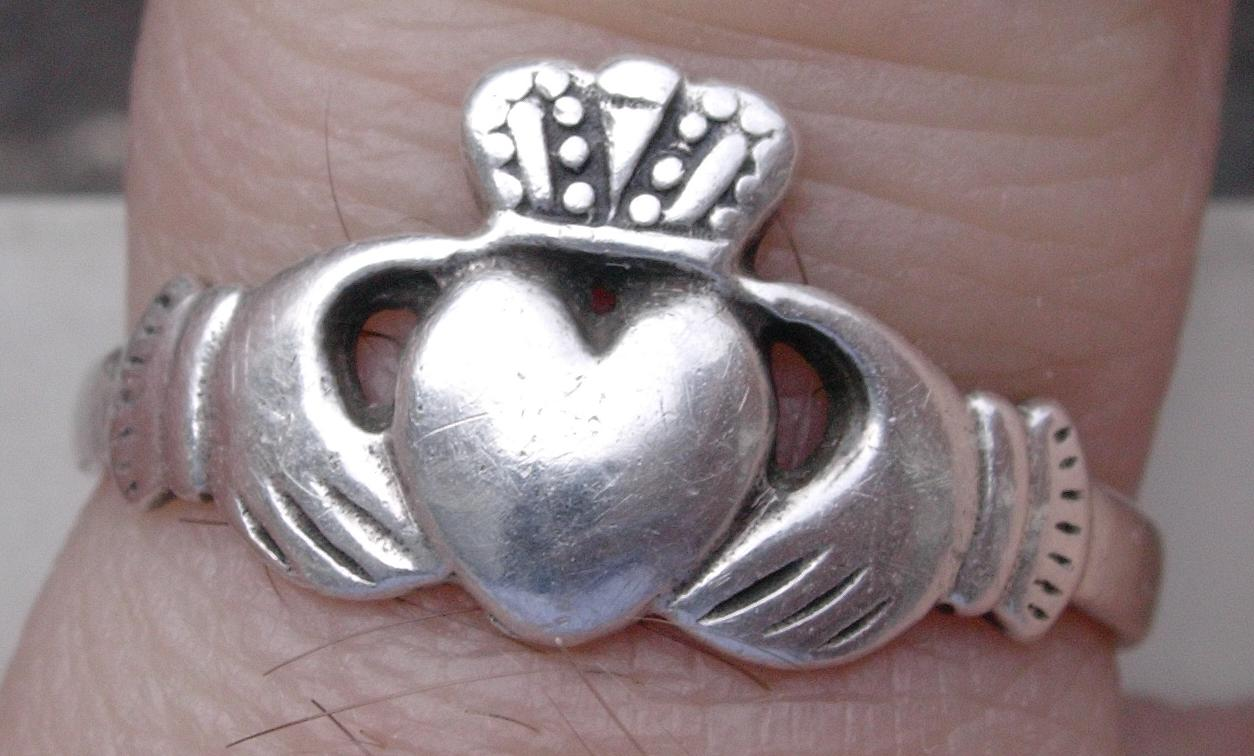
Detail der Symbolik: In Händen gehaltenes Herz mit Krone

Claddagh-Ringe werden unter anderem als Freundschafts- oder Verlobungs- bzw. Eheringe benutzt.
- Wird er an der rechten Hand getragen und die Herzspitze weist vom Träger weg (also zu den Fingerspitzen), signalisiert er die Suche nach einem Partner.
- Rechts getragen, mit dem Herzen zum Träger weisend, wird kundgetan, dass bereits eine Liebesverbindung besteht.
- Der Ring an der linken Hand und die Herzspitze zum Träger gerichtet, entspricht einem Trauring.

Es waren wohl Perfektionisten, die später noch für die vierte Trageart (links, Herz vom Träger wegweisend) eine Bedeutung schaffen mussten: Es handelt sich um jemand Geschiedenen. Andere Quellen besagen, diese Trageweise zeige das Bestehen einer Verlobung an.
Zu beachten ist allerdings, dass es in Deutschland und Österreich üblich ist, den Trauring am rechten Ringfinger zu tragen; insofern stimmt hierzulande die o. g. Symbolik nicht unbedingt.

## Andere Erklärungen
Vielfach geht man davon aus, dass der Claddagh-Ring älter ist als der in der beliebtesten Legende mit Ende des 17. Jahrhunderts angegebene Zeitpunkt.
In der ältesten Version wird auf die keltische Mythologie zurückgegriffen. Dabei symbolisiert die Krone Beathauile; die linke Hand stellt Manu dar, die als die Mutter des gälischen Volkes betrachtet wird. Die rechte Hand ist Dagda Mór, der mächtige Göttervater. Das Herz repräsentiert dabei die Menschheit.
Eine praktischer orientierte Erklärung sieht das Claddagh-Symbol als eine Art Siegel der Fischer dieser Region. Es wurde nicht nur auf Schiffe und Segel gemalt; es musste überdies jeder Fischer zum Zeichen seiner Autorisierung als Ring bei sich führen. Wurde ein Fischerboot aufgegriffen, dessen Besatzung keinen Claddagh-Ring vorweisen konnte, wurden diese als Eindringlinge klassifiziert und kurzerhand liquidiert. Diese Auslegung findet heute nicht mehr sehr viele Anhänger.
Auch die Kirche hat das Claddagh-Symbol für sich in Anspruch genommen und zwar mit zwei Erklärungen: Zum ersten mit Liebe, Freundschaft und Treue als Jesu Eigenschaften und zum zweiten als Symbol der Dreifaltigkeit (Krone und 2 Hände), welche die Menschheit (das Herz) beschützt.
Hohe Glaubwürdigkeit kommt einer weiteren Deutung zu:
Von den Herrschenden der Region um Claddagh (es gab dort sogar Könige der Fischer – The Fishing Kings Of Galway) ausgehend, soll es den Wahlspruch der Potentaten zum Ausdruck bringen: „In Liebe und Freundschaft wollen wir regieren.“
Untermauert wird diese Auslegung durch die Tatsache, dass einige englische Könige/Königinnen, wie etwa Victoria und Edward VII. den Claddagh-Ring getragen haben.

## In den Medien
- Das Motiv wird von der schottischen Band Simple Minds teilweise als Logo verwendet. Es ziert prominent das Cover des 1987 erschienenen Albums Live in the City of Light sowie anderer Veröffentlichungen wie The Best of Simple Minds oder Graffiti Soul.
- Vorkommen in Fernsehserien und Filmen:
  - In der Fernsehserie Buffy – Im Bann der Dämonen schenkt Angel, der ursprünglich aus Irland stammt, Buffy einen solchen Ring.
  - In der US-amerikanischen Reality Show Alle meine Frauen tragen Kody Brown und dessen Ehefrauen einen Claddagh Ring (Staffel 1, Episode 6 und 7).
  - Im 2011 erschienenen Film Kill the Irishman kommt ein Claddagh Ring vor.
  - In den beiden Filmen Clerks – Die Ladenhüter und Clerks 2 trägt die Figur Dante Hicks einen Claddagh Ring.
  - In der Netflix-Serie Chesapeake Shores trägt Abby O’Brien einen Claddagh Ring (Staffel 2, Episode 8).
  - In der irischen Serie Harry Wilde helfen Claddagh-Ringe, eine Mordserie aufzuklären (Staffel 3, Folge 6).

## Ähnliche Symbole
- Laut Medienberichten symbolisiert die Schleife des Dirndls in Bayern und Österreich, mit welcher die dazugehörige Schürze gebunden wird, den Beziehungsstatus der Trägerin. Auf der rechten Seite gebunden bedeutet sie, dass die Trägerin verlobt oder verheiratet, auf der linken Seite, dass sie ledig ist. Vorne gebunden zeigt sie, dass die Trägerin Jungfrau, hinten gebunden, dass sie Witwe ist. Ein ähnliches Phänomen ist der Bollenhut in Teilen des Schwarzwaldes.
- Der Hanky Code ist ein semiotischer Code, der für Eingeweihte die Möglichkeit schafft, sexuelle Vorlieben und gewünschte Sexualpraktiken unaufdringlich durch das Tragen verschiedenfarbiger Taschen- oder Halstücher anzuzeigen.
- Der Purity Ring bringt das Versprechen zum Ausdruck mit dem Geschlechtsverkehr bis nach der Eheschließung zu warten (Virginity pledge, „Enthaltsamkeitsversprechen“). Der Ring wird bei der Hochzeit dem Ehepartner als Geschenk und Symbol der eigenen Reinheit übergeben.